# NGC 1132
NGC 1132 (другие обозначения — UGC 2359, MCG 0-8-40, ZWG 389.40, PGC 10891) — эллиптическая галактика (E) в созвездии Эридан.
Этот объект входит в число перечисленных в оригинальной редакции «Нового общего каталога».
Галактику окружает огромное гало из тёмной материи, превосходящее по массе саму NGC 1132 в тысячи раз. Межзвёздный газ галактики испускает мощное рентгеновское излучение. Орбитальный телескоп «Хаббл» обнаружил, что источник излучения находится в области радиусом свыше 1 200 000 световых лет, тогда как видимый радиус NGC 1132 в десять раз меньше (для сравнения: радиус Млечного пути 49 000 световых лет).